# كتائب المجاهدين
كتائب المجاهدين هو جناح مسلح لحركة المجاهدين الفلسطينية. وتعمل الكتائب في الأراضي الفلسطينية المحتلة في قطاع غزة والضفة الغربية (بما في ذلك جنين).
تعمل كتائب المجاهدين بشكل مستقل عن حماس ولكنها تتعاون بشكل وثيق مع المسلحين من الجناح المسلح لحركة الجهاد الإسلامي الفلسطينية، المٌسمى سرايا القدس.

## الأجنحة السياسية والنضالية
الجناح السياسي هو حركة المجاهدين الفلسطينيين. هي إحدى أبرز الفصائل الإسلامية الفلسطينية المسلحة في قطاع غزة والضفة الغربية.[بحاجة لمصدر]
كتائب المجاهدين هي الجناح العسكري للحركة. وتعمل الكتائب بشكل مستقل عن حماس ولكنها تتعاون بشكل وثيق مع مسلحين من الجناح المسلح لحركة الجهاد الإسلامي الفلسطينية، سرايا القدس.

## التاريخ
تأسست المنظمة على يد عمر أبو شريعة في عام 2006، أو في عام 2001 في بداية الانتفاضة الثانية.
بدأت كتائب المجاهدين - وجناحها السياسي حركة المجاهدين الفلسطينيين - كفصيل منشق عن حركة فتح. قبل الانشقاق، كانت كتائب المجاهدين تُعرف باسم لواء الشهيد جمال العماري وكانوا جزء من كتائب شهداء الأقصى التابعة لحركة فتح. عندما كبر الجناح غيّر اسمه من كتيبة المجاهدين إلى كتائب المجاهدين.

## القيادة
زعيم كتائب المجاهدين والأمين العام لحركة المجاهدين الفلسطينية هو الدكتور أسعد أبو شريعة.
قادة ومؤسسو حركة المجاهدين الفلسطينية المجاهدين هم من عائلتي الحساينة وأبو شريعة وهي عائلات تعيش في غزة بعد النكبة الفلسطينية، ولها تراث بدوي.

### عمر أبو شريعة
تأسست المنظمة في عام 2006 على يد عمر أبو شريعة. أبو شريعة (30 عامًا) أُصيب في عملية اغتيال نفذتها إسرائيل في عام 2006 م. تُوفي متأثرًا بجراحه بعد ستة أو سبعة أشهر، وفقاً لبيان صادر عن مجموعة سرايا القدس الحليفة.

## شهداء الداخل المحتل
لدى حركة المجاهدين الفلسطينيين فرقة مسلحة أخرى، يسمونها وحدة "شهداء الداخل المحتل"، أو "داهام". تركز الوحدة على الهجمات في إسرائيل، داخل الخط الأخضر. يصف سجل الحرب الطويل المجموعة بأنها نشطة في الضفة الغربية. يصور شعارهم طائرًا جارحًا يحمل عصا.

## العقوبات
توجد كتائب المجاهدين على قائمة الأشخاص المحظورين والمواطنين المعينين بشكل خاص ("قائمة الأشخاص المحظورين") لمكتب مراقبة الأصول الأجنبية (OFAC) .  وبحسب مكتب مراقبة الأصول الأجنبية، فإنهم يعملون أيضًا تحت أسماء "كتائب المجاهدين"، و"حركة أنصار المجاهدين"، و"كتيبة المحاربين المقدسين"، و"خطيب المجاهدين". كما أنها تقع ضمن قائمة الفحص التجاري الموحد للولايات المتحدة، مما يعني أنها مقيدة ببعض الصادرات أو إعادة التصدير أو نقل العناصر.

## طالع أيضًا
- سرايا القدس
- الفدائيون الفلسطينيون
- قائمة الأحزاب السياسية في فلسطين

## ملحوظات
1. ↑  حركة فتح تنفي رسميا استمرار عقد مؤتمر جناحها المسلح اعتبارا من عام 2007.[9]